# Konvektiv-Index
Der Konvektiv-Index, kurz auch KO-Index genannt, ist eine wichtige meteorologische Größe, die die Stabilität der atmosphärischen Luftschichtung beschreibt.

## Bedeutung
Der KO-Index ist ein Maß für die vertikale Änderung der pseudopotentiellen Temperatur. Mit seiner Hilfe kann die Entwicklung hochreichender Konvektion vorhergesagt werden, die häufig von Gewittern begleitet ist.
Vereinfacht ausgedrückt nimmt der KO-Index
- größere Werte an, wenn feucht-warme Luft über trocken-kalter liegt
- negative Werte an, wenn trockene kalte Luft über feuchter warmer liegt.

Ist der Index niedrig und kommt es zusätzlich noch zu großräumigen atmosphärischen Hebungen (das erzwungene Aufsteigen von Luftmassen), so wird die ursprünglich stabile thermische Schichtung in einen labilen Zustand überführt. Auslöser einer solchen großräumigen Hebung kann z. B. eine Kaltfront sein.
Wird nun eine Luftmasse mit oben trocken-kalter und unten feucht-warmer Luft angehoben, so kühlt sie zunächst trockenadiabatisch ab, bis in der feuchten Luftschicht der Taupunkt erreicht wird und die Luftfeuchtigkeit zu kondensieren beginnt. Beim weiteren Heben der feuchten Luftmasse kühlt diese nun feuchtadiabatisch, d. h. langsamer, ab. Der zunehmende Temperaturunterschied zwischen den beiden Luftmassen führt zu einer rasch steigenden Labilisierung der Luftschichtung und schafft damit die Voraussetzung für starke vertikale Luftbewegungen und damit für Schauer und Gewitter.

## Berechnung
Der KO-Index in Kelvin berechnet sich nach folgender Formel:
{\displaystyle KO={\frac {1}{2}}\cdot (\theta _{e_{_{700}}}+\theta _{e_{_{500}}}-\theta _{e_{_{1000}}}-\theta _{e_{_{850}}})}
wobei θe jeweils die pseudopotentielle Temperatur bei den Druckniveaus von 1000, 850, 700 und 500 hPa darstellt, ebenfalls in Kelvin.
Liegt der Ort, für den dieser Index berechnet werden soll, so hoch, dass der Bodendruck unter 1000 hPa liegt, so wird der Wert wie folgt bestimmt:
{\displaystyle KO={\frac {1}{2}}\cdot (\theta _{e_{_{700}}}+\theta _{e_{_{500}}}-2\cdot \theta _{e_{_{850}}})}

## Klassifizierung der KO-Werte
Aus dem KO-Index lassen sich folgende Schlüsse bezüglich der atmosphärischen Bedingungen ziehen:
| KO-Index (in K) | Thermische Schichtung  | Gewitterwahrscheinlichkeit |
| --------------- | ---------------------- | -------------------------- |
| KO > 10         | potentiell sehr stabil | keine Gewitter             |
| 6 < KO ≤ 10     | potentiell stabil      | keine Gewitter             |
| 2 < KO ≤ 6      | potentiell indifferent | vereinzelte Gewitter       |
| KO ≤ 2          | potentiell labil       | zahlreiche Gewitter        |

## Belege
1. ↑  www.wetter3.de: KO-Index-Karten; abgerufen am 12. August 2010.
2. 1 2  Institut für Geophysik und Meteorologie, Universität zu Köln: Erklärungen zu den Radiosondendiagrammen (PDF-Datei; 57 kB); abgerufen am 2. Oktober 2009.
3. ↑  Deutscher Wetterdienst: KO-Index (Memento vom 10. Juli 2012 im Internet Archive) (PDF; 336 kB); abgerufen am 2. Oktober 2009.